# Dipartimento di Amdjarass
Il dipartimento di Amdjarass è un dipartimento del Ciad facente parte della provincia di Ennedi Est. Ha come capoluogo la città di Amdjarass.

## Comuni
Il dipartimento comprende i seguenti comuni:
- Amdjarass
- Birdouani
- Djouna